# Agylla argentifera
Agylla argentifera är en fjärilsart som beskrevs av Walker 1866. Agylla argentifera ingår i släktet Agylla och familjen björnspinnare. Inga underarter finns listade i Catalogue of Life.